# Mondragon (Philippines)
Pour les articles homonymes, voir Mondragon (homonymie).
Mondragon est une localité de la province de Samar du Nord, aux Philippines. En 2015, elle compte 38 726 habitants.